# Silver Tower (Francfort)
Pour les articles homonymes, voir Silver Tower.
La Silver Tower, appelée en allemand Silberturm (anciennement Dresdner-Bank-Hochhaus), est un gratte-ciel situé dans la ville de Francfort.
Le bâtiment est haut de 166 m et comporte 32 étages.
Il a abrité jusqu'en 2009 une partie du siège de la Dresdner Bank, une des plus grandes banques d'Allemagne jusqu'à sa fusion avec la Commerzbank la même année. Son locataire principal est actuellement la Deutsche Bahn.

## Histoire
Construit entre 1975 et 1978, il est alors le plus haut gratte-ciel d'Allemagne et le reste jusqu'en 1991, où le Messeturm le dépasse de 90 mètres.
Le 1er avril 1998, un incendie détruit partiellement le 32e et dernier étage.

## Sources
- (de) Cet article est partiellement ou en totalité issu de l’article de Wikipédia en allemand intitulé « Dresdner-Bank-Hochhaus » (voir la liste des auteurs).